# Список муніципалітетів Південно-Африканської Республіки
Це список муніципалітетів Південної Африки. З моменту проведення адміністративної реформи, яка проведена під час муніципальних виборів, що відбулися 3 серпня 2016 року, існує 8 міських муніципалітетів, 44 районних муніципалітетів та 205 місцевих муніципалітетів.

## Міські муніципалітети
| Назва                  | Код | Провінція                 | Столиця       | Площа (km2) | Населення (2016) | Щільність населення |
| ---------------------- | --- | ------------------------- | ------------- | ----------- | ---------------- | ------------------- |
| Баффало                | BUF | Східно-Капська провінція  | Іст-Лондон    | 2,750       | 834,997          | 303.6               |
| Кейптаун               | CPT | Західно-Капська провінція | Кейптаун      | 2,446       | 4,005,016        | 1,637.6             |
| Йоганнесбург           | JHB | Гаутенг                   | Йоганнесбург  | 1,645       | 4,949,347        | 3,008.8             |
| Цване                  | TSH | Гаутенг                   | Преторія      | 6,298       | 3,275,152        | 520.0               |
| Екургулені             | EKU | Гаутенг                   | Джермістон    | 1,975       | 3,379,104        | 1,710.6             |
| Етеквіні               | ETH | Квазулу-Натал             | Дурбан        | 2,556       | 3,702,231        | 1,448.5             |
| Мангаунг               | MAN | Вільна держава            | Блумфонтейн   | 9,886       | 787,803          | 79.7                |
| Бухта Нельсона Мандели | NMA | Східно-Капська провінція  | Порт-Елізабет | 1,957       | 1,263,051        | 645.4               |

## Районні муніципалітети
| Назва                       | Код  | Провінція                  | Столиця        | Площа (km2) | Населення (2016) | Щільність |
| --------------------------- | ---- | -------------------------- | -------------- | ----------- | ---------------- | --------- |
| Альфред-Нзо                 | DC44 | Східно-Капська провінція   | Маунт-Ейліфф   | 10,731      | 867,864          | 80.9      |
| Амаджуба                    | DC25 | Квазулу-Натал              | Ньюкасл        | 7,102       | 531,327          | 74.8      |
| Аматоле                     | DC12 | Східно-Капська провінція   | Іст-Лондон     | 21,117      | 880,790          | 41.7      |
| Боджанала-Платинум          | DC37 | Північно-Західна провінція | Рустенбург     | 18,333      | 1,657,148        | 90.4      |
| Кейп-Вайнлендс              | DC2  | Західно-Капська провінція  | Вустер         | 21,473      | 866,001          | 40.3      |
| Капрікорн                   | DC35 | Лімпопо                    | Полокване      | 21,705      | 1,330,436        | 61.3      |
| Центральне Кару             | DC5  | Західно-Капська провінція  | Бофорт-Вест    | 38,854      | 74,247           | 1.9       |
| Кріс-Гані                   | DC13 | Східно-Капська провінція   | Квінстаун      | 36,407      | 840,055          | 23.1      |
| Доктор-Кеннет-Каунда        | DC40 | Північно-Західна провінція | Клерксдорп     | 14,671      | 742,821          | 50.6      |
| Доктор-Рут-Сегомоці-Момпаті | DC39 | Північно-Західна провінція | Фрайбург       | 43,764      | 459,357          | 10.5      |
| Еден                        | DC4  | Західно-Капська провінція  | Джордж         | 23,331      | 611,278          | 26.2      |
| Ехланзені                   | DC32 | Мпумаланга                 | Нельспрюйт     | 27,896      | 1,754,931        | 62.9      |
| Фезіле-Дабі                 | DC20 | Вільна держава             | Сасолбург      | 20,668      | 494,777          | 23.9      |
| Франсес-Баард               | DC9  | Північно-Капська провінція | Кімберлі       | 12,836      | 387,741          | 30.2      |
| Герт-Сібанде                | DC30 | Мпумаланга                 | Ермело         | 31,841      | 1,135,409        | 35.7      |
| Гаррі-Гвала                 | DC43 | Квазулу-Наталь             | Іксопо         | 10,386      | 510,865          | 49.2      |
| Ілембе                      | DC29 | Квазулу-Наталь             | Квадукуза      | 3,269       | 657,612          | 201.2     |
| Джо Гкабі                   | DC14 | Східно-Капська провінція   | Берклі-Іст     | 25,617      | 372,912          | 14.6      |
| Джон Таоло Гаетсеве         | DC45 | Північно-Капська провінція | Куруман        | 27,322      | 242,264          | 8.9       |
| Король Кетшвайо             | DC28 | Квазулу-Наталь             | Ричардс-Бей    | 8,213       | 971,135          | 118.2     |
| Лейвелепутсва               | DC18 | Вільна держава             | Велком         | 32,287      | 646,920          | 20.0      |
| Мопані                      | DC33 | Лімпопо                    | Гіяні          | 20,011      | 1,159,185        | 57.9      |
| Намаква                     | DC6  | Північно-Капська провінція | Спрінгбок      | 126,836     | 115,488          | 0.9       |
| Нгака Модірі Молема         | DC38 | Північно-Західна провінція | Магікенг       | 28,114      | 889,108          | 31.6      |
| Нкангала                    | DC31 | Мпумаланга                 | Мідделбург     | 16,758      | 1,445,624        | 86.3      |
| ОР Тамбо                    | DC15 | Східно-Капська провінція   | Мтата          | 12,141      | 1,457,384        | 120.0     |
| Оверберг                    | DC3  | Західно-Капська провінція  | Бредасдорп     | 12,239      | 286,786          | 23.4      |
| Пікслі-ка-Семе              | DC7  | Північно-Капська провінція | Де Аар         | 103,411     | 195,595          | 1.9       |
| Сара Баартман               | DC10 | Східно-Капська провінція   | Порт-Елізабет  | 58,245      | 479,923          | 8.2       |
| Седібенг                    | DC42 | Гаутенг                    | Ферінігінг     | 4,173       | 957,528          | 229.5     |
| Секхукхуне                  | DC47 | Лімпопо                    | Гроблерсдаль   | 13,528      | 1,169,762        | 86.5      |
| Тхабо Мофутсаняна           | DC19 | Вільна держава             | Пхутхадітжхаба | 32,734      | 779,330          | 23.8      |
| Угу                         | DC21 | Квазулу-Наталь             | Порт-Шепстон   | 4,791       | 753,336          | 157.2     |
| Умгунгундлову               | DC22 | Квазулу-Наталь             | Пітермаріцбург | 9,602       | 1,095,865        | 114.1     |
| Умкханьякуде                | DC27 | Квазулу-Наталь             | Мкузе          | 13,855      | 689,090          | 49.7      |
| Умзіньятхі                  | DC24 | Квазулу-Наталь             | Данді          | 8,652       | 554,882          | 64.1      |
| Утхукела                    | DC23 | Квазулу-Наталь             | Ледісміт       | 11,134      | 706,588          | 63.5      |
| Вхембе                      | DC34 | Лімпопо                    | Тхохояндоу     | 25,596      | 1,393,949        | 54.5      |
| Ватерберг                   | DC36 | Лімпопо                    | Модімолле      | 44,913      | 745,758          | 16.6      |
| Вест-Кост                   | DC1  | Західно-Капська провінція  | Муррісбург     | 31,119      | 436,403          | 14.0      |
| Вест-Ранд                   | DC48 | Гаутенг                    | Рандфонтейн    | 4,087       | 838,594          | 205.2     |
| Цкхарієп                    | DC16 | Вільна держава             | Тромпсбург     | 34,250      | 125,884          | 3.7       |
| ЗФ Мгкаву                   | DC8  | Північно-Капська провінція | Апінгтон       | 102,484     | 252,692          | 2.5       |
| Зулуленд                    | DC26 | Квазулу-Наталь             | Улунді         | 14,799      | 892,310          | 60.3      |

### Місцеві муніципалітети
Кожен районний муніципалітет поділяється на 4-6 місцевих муніципалітети. Всього у ПАР є 205 муніципалітетів.